# Mormonia luctuosa
Mormonia luctuosa là một loài bướm đêm trong họ Noctuidae.